# Oberste und unterste Röder nördlich Seeheim
Oberste und unterste Röder nördlich Seeheim este o arie protejată (arie specială de conservare — SAC, sit de importanță comunitară — SCI) din Germania întinsă pe o suprafață de 7,61 ha, integral pe uscat.

## Localizare
Centrul sitului Oberste und unterste Röder nördlich Seeheim este situat la coordonatele 49°46′47″N 8°38′50″E / 49.7797°N 8.6472°E.

## Înființare
Situl Oberste und unterste Röder nördlich Seeheim a fost declarat sit de importanță comunitară în noiembrie 2004 pentru a proteja un număr necunoscut de specii din flora spontană și fauna sălbatică aflate în arealul zonei. Situl a fost protejat și ca arie specială de conservare în martie 2008.

## Biodiversitate
Situată în ecoregiunea continentală, aria protejată conține 1 habitat natural: Pajiști calcaroase din nisipuri xerice.
La baza desemnării sitului se află un număr nedeclarat de specii protejate.